# Копитарево четворојеванђеље
Копитарево четворојеванђеље је средњовековно српско јеванђеље са подручја Босне. Јеванђеље је датовано у крај 14. и почетак 15. вијека. Писано је на пергаменту димензија 13,5x19 центиметара, уставним типом ћирилице. Има 225 листова којима је накнадно додат Месецослов исписан на папиру.
Текст јеванђеља је подјељен на Амонијеве и опширне главе које су у цјелини сачуване пред Лукиним и Јовановим јеванђељем, код Марковог јеванђеља недостају наслови посљедних шеснаест глава, а недостаје и почетак Матејевог јеванђеља који је изгубљен. На хоризонталним маргинама писане су напомене када се који дјелови јеванђеља читају. Ознаке за Литургију су написане са стране мада их има и унутар јеванђеља. Литургијске биљешке и накнадне измјене текста настале су накнадно у неком од српских манастира, јер се у Месецослову спомиње „нови архиепископ српски“ на листу 230 и „српски нови миротворци“ на листу 230.
Копитарево четворојеванђеље је украшено минијатурама апостола Луке и Јована, симболима јеванђелиста, крилатим волом као симболом Луке, те орлом као симболом Јована; те заставицама изнад садржаја јеванђеља и њихових почетака, те иницијалима на почетку појединих поглавља јеванђеља.
По стилу украса овог рукописа, јеванђеље се повезује са грчким рукописима насталим у јужној Италији током 10. или 11. вијека, а посебно са Athens grec 149 као и са осталим босанским јеванђељима.